# Francisca Segura Roselló
Francisca Segura Roselló (València vers el 1876 - [...?]) fou una cantant de sarsuela valenciana.
Es presentà en públic per primera vegada en la seva vila natal, sent considerada des del primer moment com una esperança de l'art líric. Molt jove passà a Madrid, on confirmà la fama de la que anava precedida, cultivant preferentment la sarsuela, tant la seriosa com la còmica. Com la seva germana Concha, jove encara es retirà de l'escena.